# Carl M. Leviness
Carl M. Leviness (né le 6 juillet 1885 à New York et mort le 15 octobre 1964  à Los Angeles, en Californie) est un acteur et réalisateur américain.

## Filmographie partielle

### Comme réalisateur
- 1914 : The Mountain Traitor
- 1915 : Terror
- 1915 : Beginning at the End
- 1915 : Red Tape
- 1915 : Stepping Westward
- 1915 : Around the Corner de Sydney Ayres
- 1915 : Haunting Winds
- 1915 : The Shot
- 1916 : Ways of the World
- 1916 : The Counterfeit Earl
- 1916 : The Touch on the Key
- 1916 : The Blindness
- 1916 : Four Months
- 1916 : As in a Dream
- 1916 : Jealousy's First Wife
- 1916 : The Gentle Conspiracy
- 1916 : Killed by Whom?
- 1916 : The Dancer
- 1916 : Pastures Green
- 1916 : The Little Troubadour
- 1916 : Enchantment
- 1916 : Professor Jeremy's Experiment
- 1916 : The Bad Samaritan

### Comme acteur
- 1912 : Nicholas Nickleby de George Nichols
- 1912 : The Star of the Side Show de Lucius Henderson
- 1912 : The Portrait of Lady Anne
- 1912 : In a Garden
- 1912 : Through the Flames
- 1912 : The Forest Rose de Theodore Marston
- 1912 : The Star of Bethlehem de Lawrence Marston
- 1913 : The Wax Lady
- 1913 : A Business Woman
- 1913 : His Sacrifice
- 1915 : Terror de Carl M. Leviness
- 1926 : Diplomacy de Lawrence Marston
- 1926 : You'd Be Surprised d'Arthur Rosson
- 1932 : Crooner de Lloyd Bacon
- 1933 : Parole Girl d'Edward F. Cline
- 1933 : Nuits de Broadway (Broadway Through a Keyhole) de Lowell Sherman (non crédité)
- 1937 : Forty Naughty Girls d'Edward F. Cline
- 1942 : Larceny, Inc. de Lloyd Bacon
- 1942 : Time to Kill d'Herbert I. Leeds
- 1943 : Margin for Error d'Otto Preminger
- 1947 : J'accuse cette femme (Mr. District Attorney) de Robert B. Sinclair
- 1949 : Toute la rue chante (Oh, You Beautiful Doll) de John M. Stahl
- 1953 : La Taverne des révoltés (The Man Behind the Gun) de Felix E. Feist (rôle non crédité)
- 1957 : L'Homme qui n'a jamais ri de Sidney Sheldon
- 1959 : La Mort aux trousses d'Alfred Hitchcock
- 1962 : L'Homme qui tua Liberty Valance de John Ford
- 1963 : Docteur Jerry et Mister Love de Jerry Lewis (non crédité)
- 1963 : La Taverne de l'Irlandais de John Ford (non crédité)